# Le Petit-Abergement
Pour les articles homonymes, voir L'Abergement.
Le Petit-Abergement est une commune déléguée de la commune française de Haut Valromey, située dans le département de l'Ain en région Auvergne-Rhône-Alpes.

## Géographie
Située dans la vallée du Valromey, la localité est entourée de forêts.

## Toponymie
En ancien francoprovençal, un abergement était un territoire donné par son suzerain à son vassal, paysan ou non, et moyennant une redevance annuelle. Ce mode de location à très long terme avait pour but de favoriser le défrichement des terres et le développement agricole.
On trouve également trois autres communes dans l'Ain portant ce nom typique du Jura débordant également en Saône-et-Loire, dans la Côte-d'Or et le Doubs : L'Abergement-Clémenciat, Le Grand-Abergement, L'Abergement-de-Varey. Il semble désigner des concessions agricoles à des colons du XIe au XVe siècle.
Il existe dans le Jura une commune au nom quasi-homonyme, Abergement-le-Petit.

## Histoire
Le 1er janvier 2016, Le Petit-Abergement fusionne avec Le Grand-Abergement, Hotonnes et Songieu pour former la commune nouvelle de Haut Valromey dont la création est actée par un arrêté préfectoral du 29 septembre 2015.

## Politique et administration

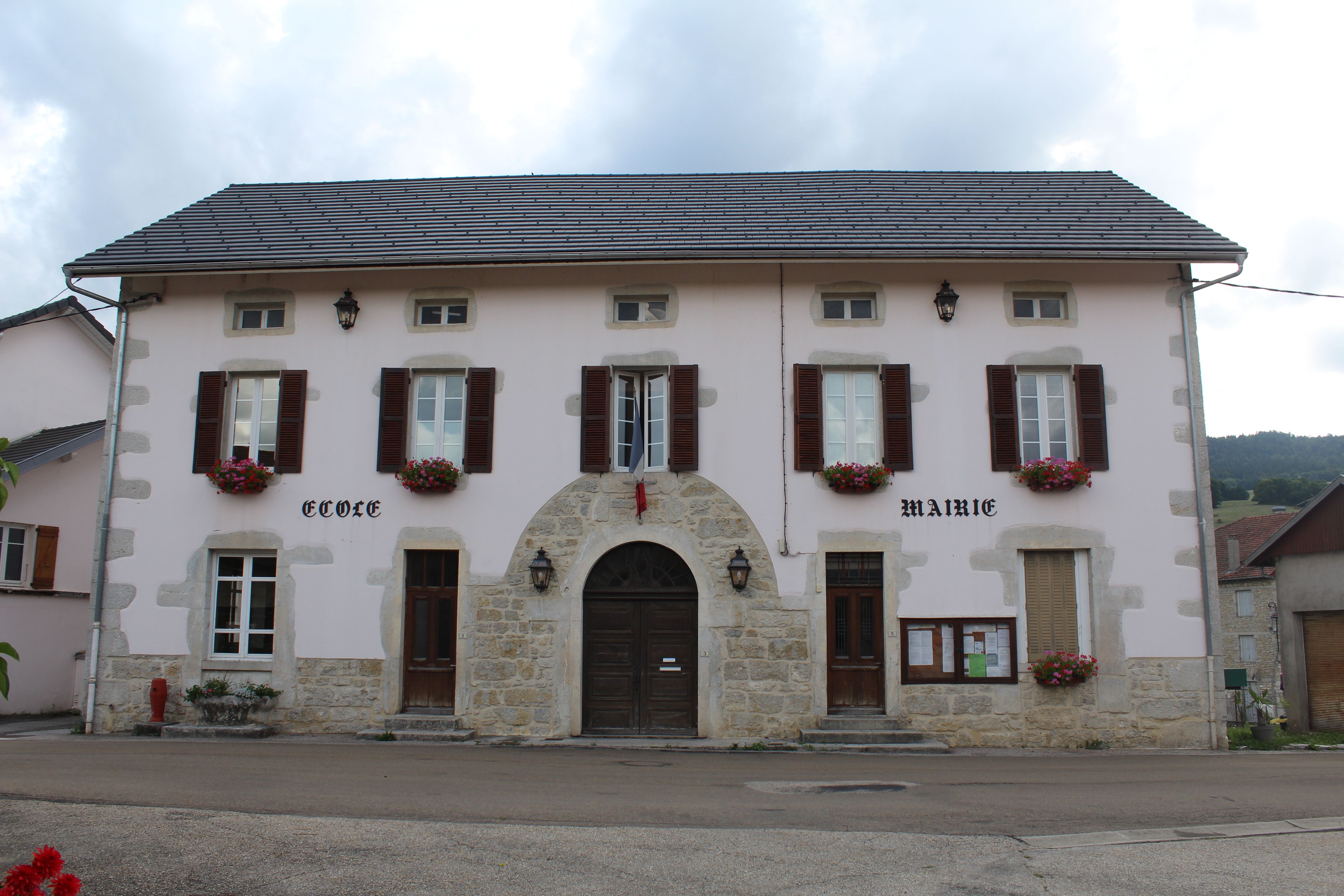
Mairie.

| Période                                  | Période   | Identité        | Étiquette | Qualité              |
| ---------------------------------------- | --------- | --------------- | --------- | -------------------- |
| av.1951                                  | ?         | Camille Niogret | CNIP      | Exploitant forestier |
| juin 1995                                | mars 2008 | Gilbert Niogret |           |                      |
| mars 2008                                | 2016      | Jacques Savoye  |           |                      |
| Les données manquantes sont à compléter. |           |                 |           |                      |

| Période | Période  | Identité       | Étiquette | Qualité |
| ------- | -------- | -------------- | --------- | ------- |
| 2016    | 2020     | Jacques Savoye |           |         |
| 2020    | En cours | Jean Roche     |           |         |

## Démographie
L'évolution du nombre d'habitants est connue à travers les recensements de la population effectués dans la commune depuis 1793. Pour les communes de moins de 10 000 habitants, une enquête de recensement portant sur toute la population est réalisée tous les cinq ans, les populations de référence des années intermédiaires étant quant à elles estimées par interpolation ou extrapolation. Pour la commune, le premier recensement exhaustif entrant dans le cadre du nouveau dispositif a été réalisé en 2007.
En 2018, la commune comptait 127 habitants, en évolution de −5,93 % par rapport à 2012 (Ain : +5,15 %, France hors Mayotte : +2,11 %).
| 1793 | 1800 | 1806 | 1821 | 1831 | 1836 | 1841 | 1846 | 1851 |
| ---- | ---- | ---- | ---- | ---- | ---- | ---- | ---- | ---- |
| 672  | 746  | 776  | 645  | 638  | 669  | 626  | 682  | 649  |

| 1856 | 1861 | 1866 | 1872 | 1876 | 1881 | 1886 | 1891 | 1896 |
| ---- | ---- | ---- | ---- | ---- | ---- | ---- | ---- | ---- |
| 579  | 561  | 538  | 518  | 508  | 515  | 460  | 474  | 427  |

| 1901 | 1906 | 1911 | 1921 | 1926 | 1931 | 1936 | 1946 | 1954 |
| ---- | ---- | ---- | ---- | ---- | ---- | ---- | ---- | ---- |
| 376  | 355  | 346  | 299  | 301  | 288  | 292  | 254  | 244  |

| 1962 | 1968 | 1975 | 1982 | 1990 | 1999 | 2006 | 2007 | 2012 |
| ---- | ---- | ---- | ---- | ---- | ---- | ---- | ---- | ---- |
| 226  | 186  | 172  | 144  | 141  | 141  | 141  | 141  | 135  |

| 2017 | 2018 | - | - | - | - | - | - | - |
| ---- | ---- | - | - | - | - | - | - | - |
| 131  | 127  | - | - | - | - | - | - | - |

## Économie
Il existe des élevages de chevaux de trait comtois et de chevaux Anglo-Paint Horse.
la société A2C située au Dombier, qui fabrique du matériel pour le traitement du bois et divers équipements de manutention.

## Lieux et monuments

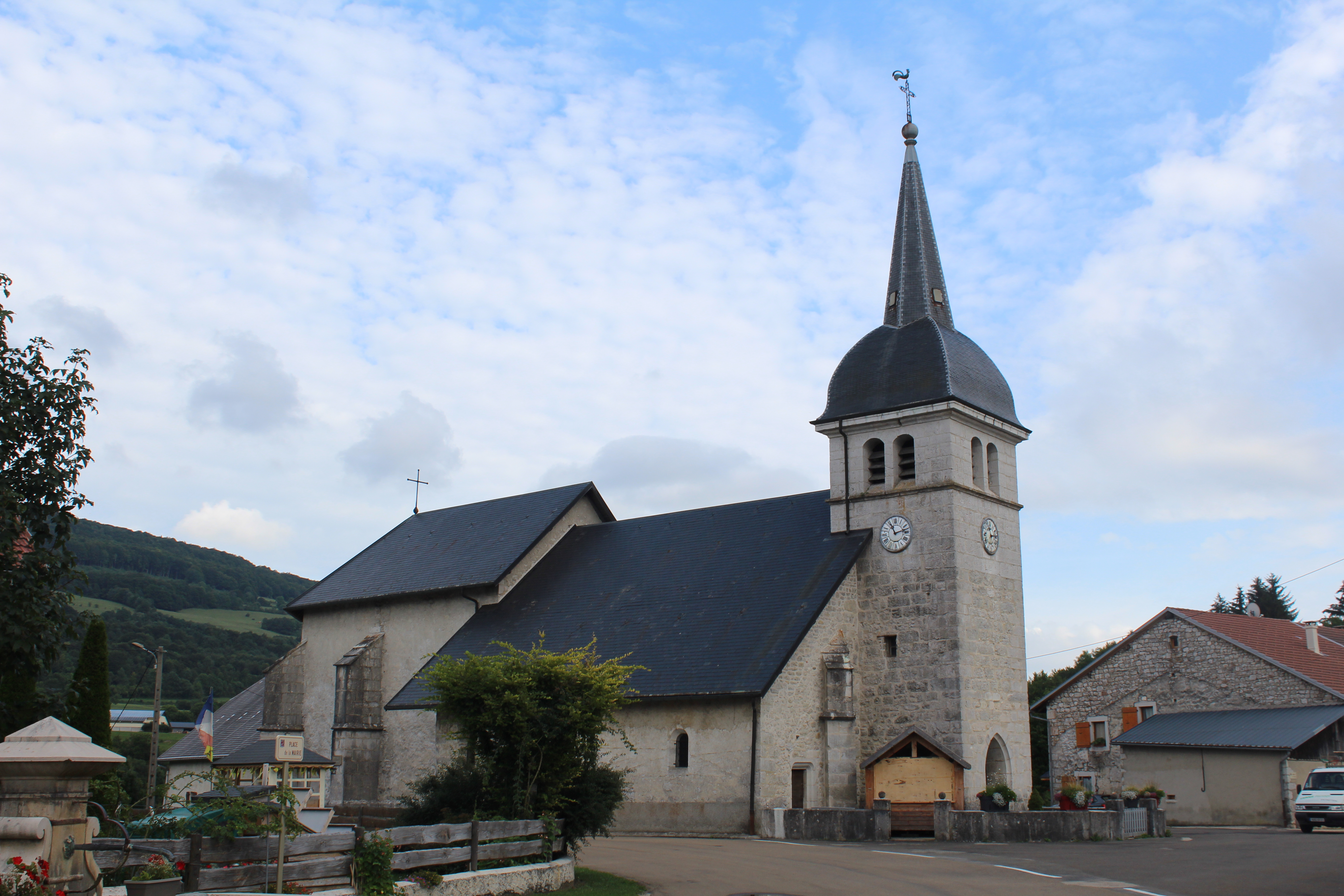
Église Saint-Étienne.

L'église Saint-Étienne fait l’objet d’une inscription au titre des monuments historiques depuis le 8 mai 1973.

## Personnalités liées à la commune
- Benoît Costaz (1761-1842), évêque de Nancy (810-1814), a été curé du Petit-Abergement.
- Marie Morel (1954) : Artiste peintre et éditrice française.
- Corinne Niogret (Nantua, Ain 1972) : biathlète française. Médaillée d'or en relais aux Jeux Olympiques d'Albertville (1992) et de bronze aux Jeux Olympiques de Lillehammer (1994). Elle est originaire du Petit-Abergement.